# Emanuele Krakamp
Emanuele Krakamp, född 13 februari 1813 i Messina, död 1883 i Neapel, var en tysk-italiensk flöjtist och kompositör.

## Biografi
Emanuele Krakamp var en italiensk berömd flöjtvirtuos. Han anställdes i Milano och komponerade över 157 kompositioner för flöjt.